# 1048
1048 (MXLVIII) je bilo prestopno leto, ki se je po julijanskem koledarju začelo na petek.

## Dogodki

### Slovenija
- 13. november - Umrlega oglejskega patriarha Eberharda nasledi Gotebald. 1063 ↔

### Ostalo
- 16. julij - Uzurpatorskega papeža Benedikta IX. cesarska vojska izžene iz Lateranske palače. Že naslednjega dne ↓
- 17. julija → je imenovan nov papež Damaz II., 151. po seznamu.[1]
- 9. avgust - Papež Damaz II. umre po 23. dneh papeževanja. Rimsko-nemški cesar Henrik III. si vzame nekajmesečni čas za razmislek o novem papežu. 1049 ↔
- september: Bitka pri Kapetronu: prvi večji spopad med silami bizantinskega imperija in seldžuškimi ekspedicijskimi silami na ozemlju današnje Gruzije, ki se konča s popolno zmago Seldžukov in opustošeno pokrajino.
- Zadnja dokumentirana vikinška plenitev Anglije, na katero pa se novi kralj Edvard Spoznavalec odzove osorno in sledi roparjem v Flandrijo.
- Norveški kralj Harald podeli Oslu trgovske pravice.
- Bizantinska mornarica poskuša brez uspeha z Malte pregnati arabske pirate.
- 15-letni Anzelm iz Aoste (1033–1109) si želi stopiti v samostan, toda ker nima očetove privolitve, ga opat zavrne. Kmalu zatem zapade v depresijo, po okrevanju pusti študij in se za nekaj časa preda brezskrbnemu življenju.

## Rojstva
- 15. maj - cesar Shenzong, dinastija Song († 1085)
- 31. maj - Omar Hajam, perzijski matematik, astronom, pisatelj, pesnik, filozof († 1131)

Neznan datum
- Aleksej I. Komnen, bizantinski cesar († 1118)
- Ahmad-e Džami, perzijski sufi († 1141)
- Magnus II., norveški kralj († 1069)

## Smrti
- 13. november - Eberhard Akvilejski, patriarh
- 13. december - al-Biruni, arabski matematik, astronom, fizik, učenjak, enciklopedist, učitelj (* 973)

Neznan datum
- David I. Anhogin, kralj Tašir-Dzorageta (* ni znano)
- Papež Gregor VI.